# Miramella
Miramella es un género de saltamontes de la subfamilia Melanoplinae, familia Acrididae, y está asignado a la subtribu Miramellina de la tribu Podismini. Este género se distribuye en Europa (desde España hasta Ucrania, pasando por toda la Europa mediterránea y la Europa central), y Asia (Taiwán, Corea y Extremo Oriente Ruso).
Las especies del género Miramella se distribuyen en una gran variedad de hábitats, siendo encontradas incluso sobre los 2800 metros sobre el nivel del mar en los Alpes suizos.

## Especies
Las siguientes especies pertenecen al género Miramella:

### SubgéneroGalvagniellaHarz, 1973
- Miramella albanica Mistshenko, 1952

### SubgéneroKisellaHarz, 1973
- Miramella alpina (Kollar, 1833)
- Miramella carinthiaca (Puschnig, 1910)
- Miramella irena (Fruhstorfer, 1921)

### SubgéneroMiramellaDovnar-Zapolskij, 1932
- Miramella changbaishanensis Gong, Zheng & Lian, 1995
- Miramella rufipenne Chang, 1940
- Miramella solitaria (Ikonnikov, 1911)